# Simbléfaron
En oftalmología se llama simbléfaron a la adhesión total o parcial entre la cara interna del párpado y el globo ocular.
El simbléfaron está causado por la unión de las dos superficies anteriormente descritas como consecuencia de algún proceso que produce una cicatriz, por ejemplo inflamación crónica de los párpados (blefaritis), traumatismos sobre el ojo, quemaduras térmicas o químicas de la conjuntiva, infecciones como el tracoma o intervenciones quirúrgicas sobre el ojo.
Puede afectar a ambos párpados, aunque es más frecuente en el inferior. A veces las adherencias se unen a la córnea que pierde su transparencia, de lo que resulta déficit de visión. Otras consecuencias son disminución en la movilidad del ojo e imposibilidad de cerrar los párpados.
El tratamiento más utilizado es la cirugía. Mediante una intervención se separan los tejidos adheridos y a veces se realizan injertos para impedir que vuelvan a unirse.